# Chiesa di San Giuseppe (Firenze)
La chiesa di San Giuseppe è un luogo di culto cattolico situato nell'omonima via San Giuseppe, nei pressi di piazza Santa Croce a Firenze. A Firenze sono dedicati a san Giuseppe anche una chiesa in via Santa Caterina d'Alessandria e un oratorio in via Sant'Antonino, ma questa chiesa è la più importante, sia per il profilo storico-artistico, sia perché parrocchia.

## Storia

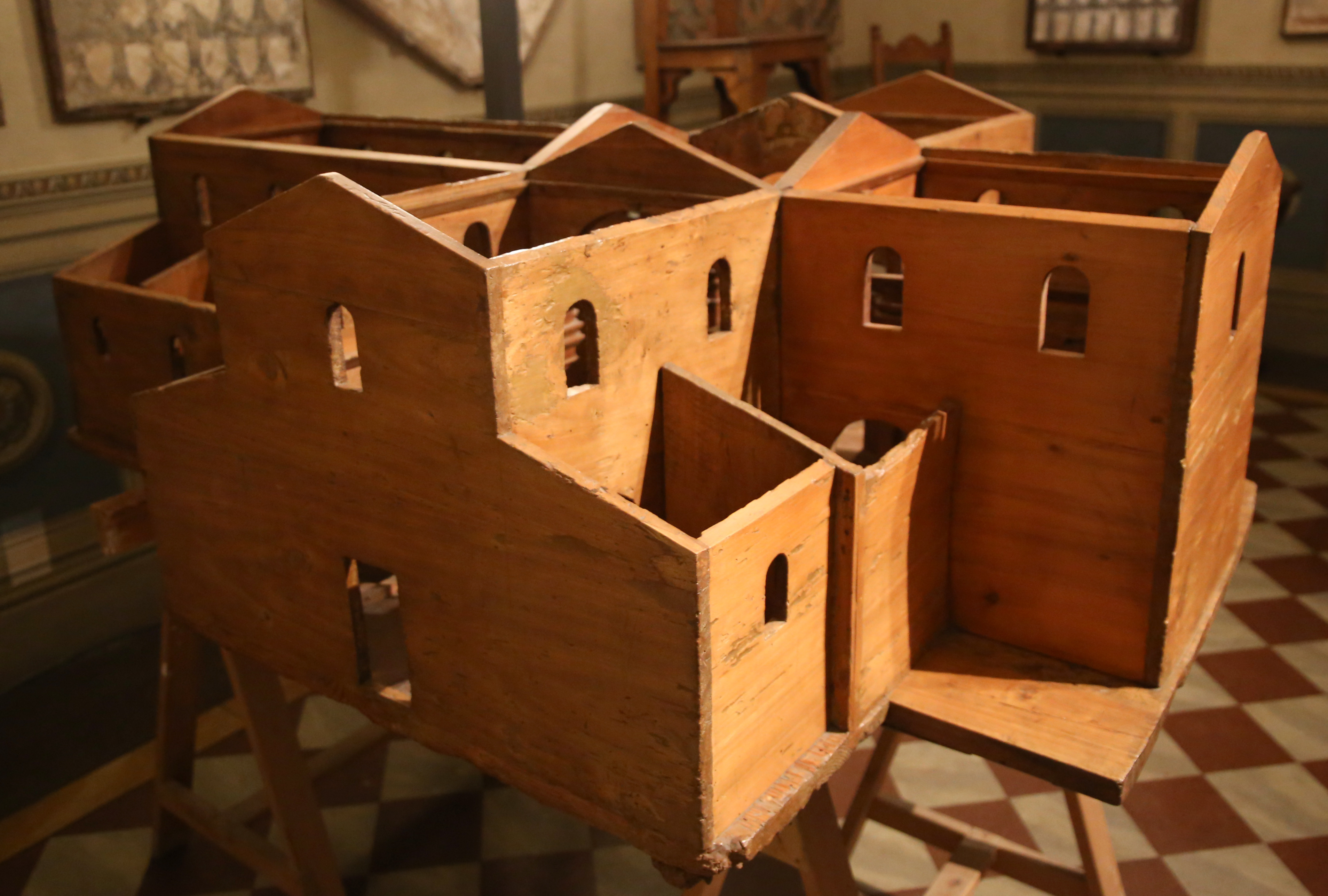
Baccio d'Agnolo, modellino della chiesa di San Giuseppe, nel Museo di San Marco

La chiesa venne dunque edificata su progetto di Baccio d'Agnolo e a partire dal 1519, venendo consacrata nel 1522 a san Giuseppe e santa Maria del Giglio, sebbene i lavori si protraessero fino al 1583. In quell'anno, per l'intervento della granduchessa Bianca Cappello, il complesso fu ceduto ai frati minimi di San Francesco di Paola.
Nel Settecento l'interno venne affrescato da Sigismondo Betti e Pietro Anderlini (1752) e fu realizzata la nuova facciata (1759). I frati vi dimorarono fino alla soppressione del 1784, voluta dal granduca Pietro Leopoldo. In seguito la chiesa passò al clero secolare e divenne parrocchia; i Lorena ne tennero il patronato e in quegli anni ne promossero un rifacimento. Il convento invece ospitò vari istituti assistenziali, come il convento delle Fanciulle del Ceppo.
Durante l'alluvione di Firenze la chiesa fu gravemente danneggiate, facendo saltare l'intero pavimento, che venne rifatto anni dopo, in un semplice cotto. Andarono perdute le lapidi sepolcrali, tra cui quella di un parroco che vi aveva fatto incidere " Solus in pace vixi / Solus in pace quiesco".

## Descrizione

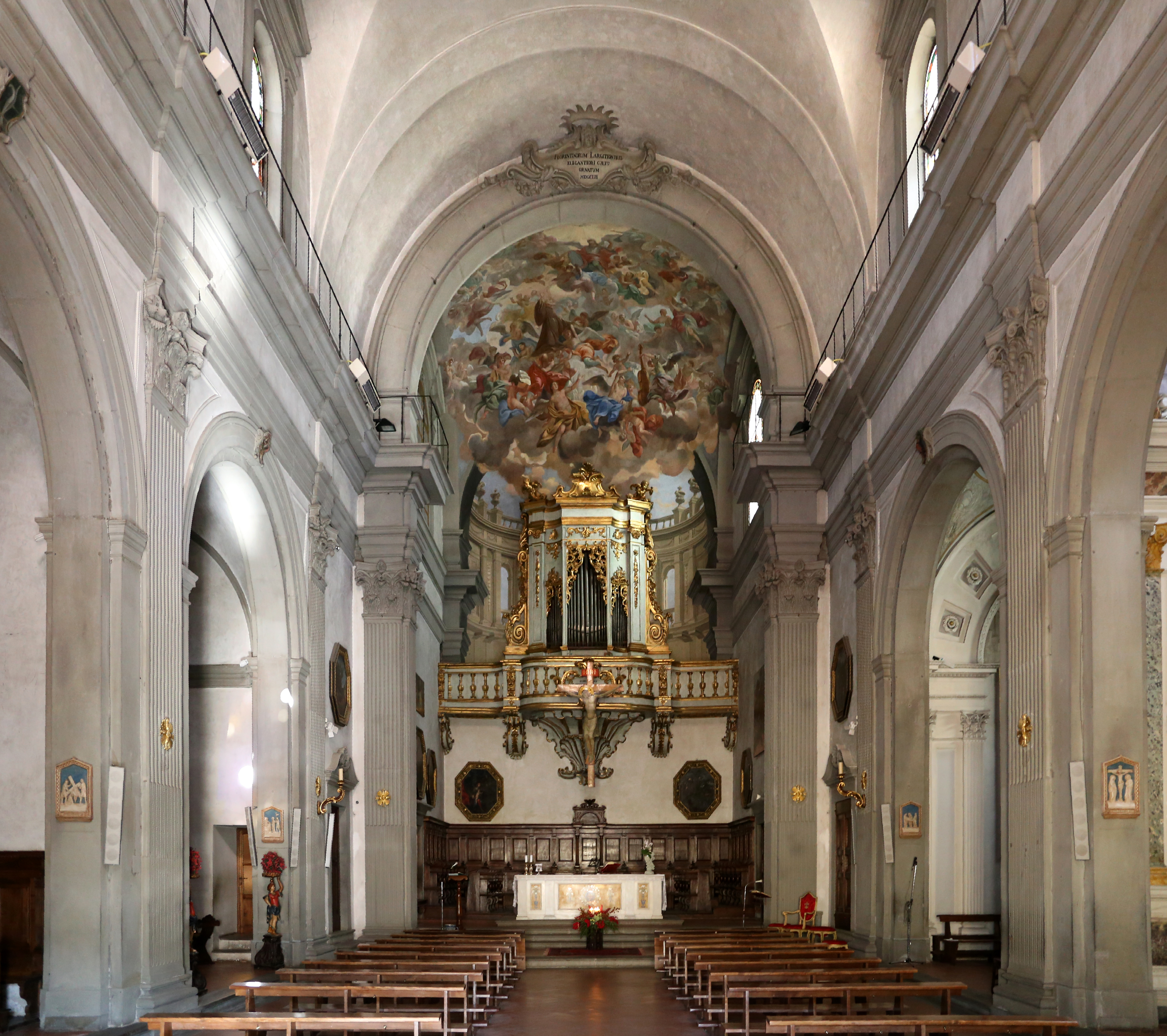
L'interno

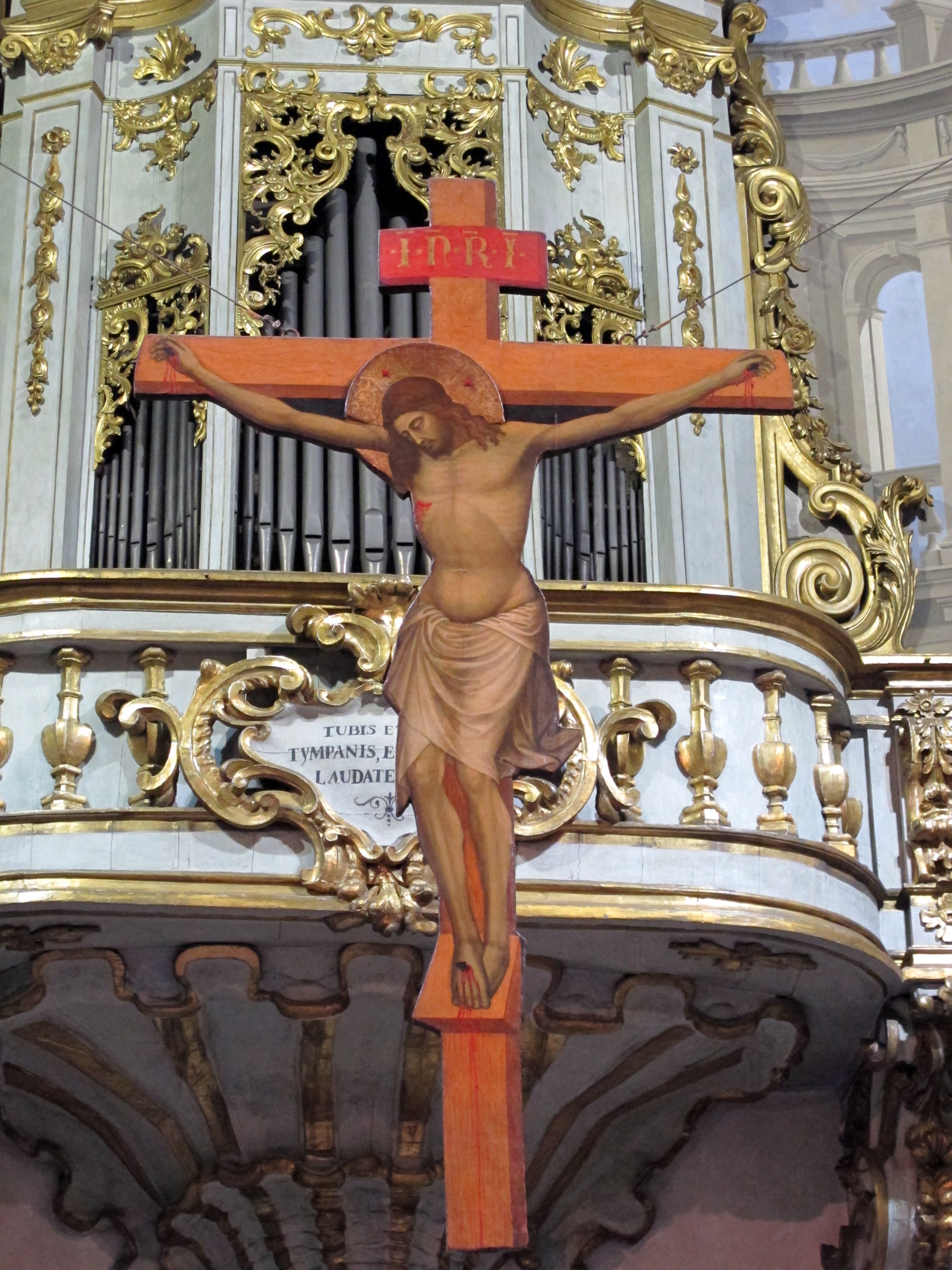
Il crocifisso sull'altare

### Esterno
La facciata della chiesa di San Giuseppe è settecentesca, con interventi fino alla metà dell'Ottocento. È a salienti, con la parte centrale sormontata da un frontone triangolare idealmente sorretto da due grandi pilastri tuscanici lisci. Al centro della facciata, si apre il portale, sormontato da una finestra rettangolare che dà luce all'interno.
Sopra la porta di ingresso, si trova l'iscrizione:
| TEMPLVM. HOC. VIRGINI. DEIPARAE. A. LILIO. NVNCVPATAE. EIVSQVE SPONSO. IOSEPHO. AB. VTRIVSQVE. SODALIBVS. DEDICATVM. INTERIVS FORNICE. PICTVRA. LVMINIBVS. EXTERIVS. NOVA. FRONTE. LAPIDE SECTO. INCRVSTATA. PVBLICA. FLORENTINORVM. PIETAS. STIPE CONLATA. AVXIT. AMPLIFICAVIT. ORNAVIT. A. M D CCLIX. IMP. D. N. FRANCISCO. CAESARE. AVGUSTO. FELICITER |

Traduzione: «Questo tempio, dedicato alla Vergine Madre di Dio, detta del Giglio, e al suo sposo Giuseppe entrambi, da i confratelli, fu arricchito internamente con una volta dipinta e illuminata,
e esternamente con una nuova facciata rivestita di pietra scolpita. La pubblica pietà dei Fiorentini, con offerte raccolte, lo accrebbe, ampliò e abbellì nell’anno 1759, sotto il governo del nostro sereno signore l’imperatore Francesco Cesare Augusto».

### Interno
L'interno della chiesa, in stile tardobarocco, è a navata unica con tre cappelle laterali per lato. In fondo alla navata, che è coperta con volta a botte lunettata affrescata da Sigismondo Betti (1754), si trova l'abside, con la volta affrescata, il coro ligneo e l'altare maggiore marmoreo. Il pavimento venne completamente rifatto dopo l'alluvione del 1966, in cotto con gradini in pietra serena.

#### Cappella maggiore
La cappella maggiore è affrescata da Sigismondo Betti (San Francesco di Paola in gloria, 1752), con quadrature di Pietro Anderlini. Sopra l'altare pende un crocifisso sagomato e dipinto di scuola fiorentina del primo Quattrocento, legato all'ambito di Beato Angelico. Tra coro e controfacciata sono disposte nove tele del 1650, opera di Francesco Bianchi Buonavita con Storie di san Francesco di Paola. L'altare maggiore in marmi policromi è un rifacimento del 1930.
Sulla cantoria a ridosso della parete di fondo della cappella maggiore si trova l'organo a canne, racchiuso all'interno di una fastosa cassa lignea barocca riccamente decorata con rilievi e dorature. Lo strumento venne costruito da Pietro Agati nel 1764 ed ampliato da suo figlio Giosuè nel 1835; a trasmissione integralmente meccanica, dispone di 17 registri. La consolle è a finestra ed ha un'unica tastiera e una pedaliera a leggio; i comandi dei registri sono costituiti da manette a scorrimento verticale disposte su due file.

#### Cappelle di destra
Nella prima cappella a destra si trova il fonte battesimale e i resti del pavimento a marmi policromi del 1844-1853 che attesta come l'impianto fosse ben più magnificente prima dell'alluvione; conserva inoltre il Mausoleo Giuntini di Odoardo Fantacchiotti (1854) e affreschi con Storie di sant'Anna sulla volta, opera di Antonio Marini (1852).
Nella seconda si trovava la Madonna col Bambino e santi di Taddeo Gaddi, oggi nei depositi della soprintendenza; la cupola è affrescata da Attanasio Bimbacci con la Gloria di san Francesco di Paola (1705).
L'ultima cappella di destra ha affreschi di Luigi Ademollo su volta e pareti (Scene della vita di san Giuseppe) e una pala d'altare di Santi di Tito con predella di Ridolfo del Ghirlandaio (Natività tra i santi Antonio e Sebastiano).

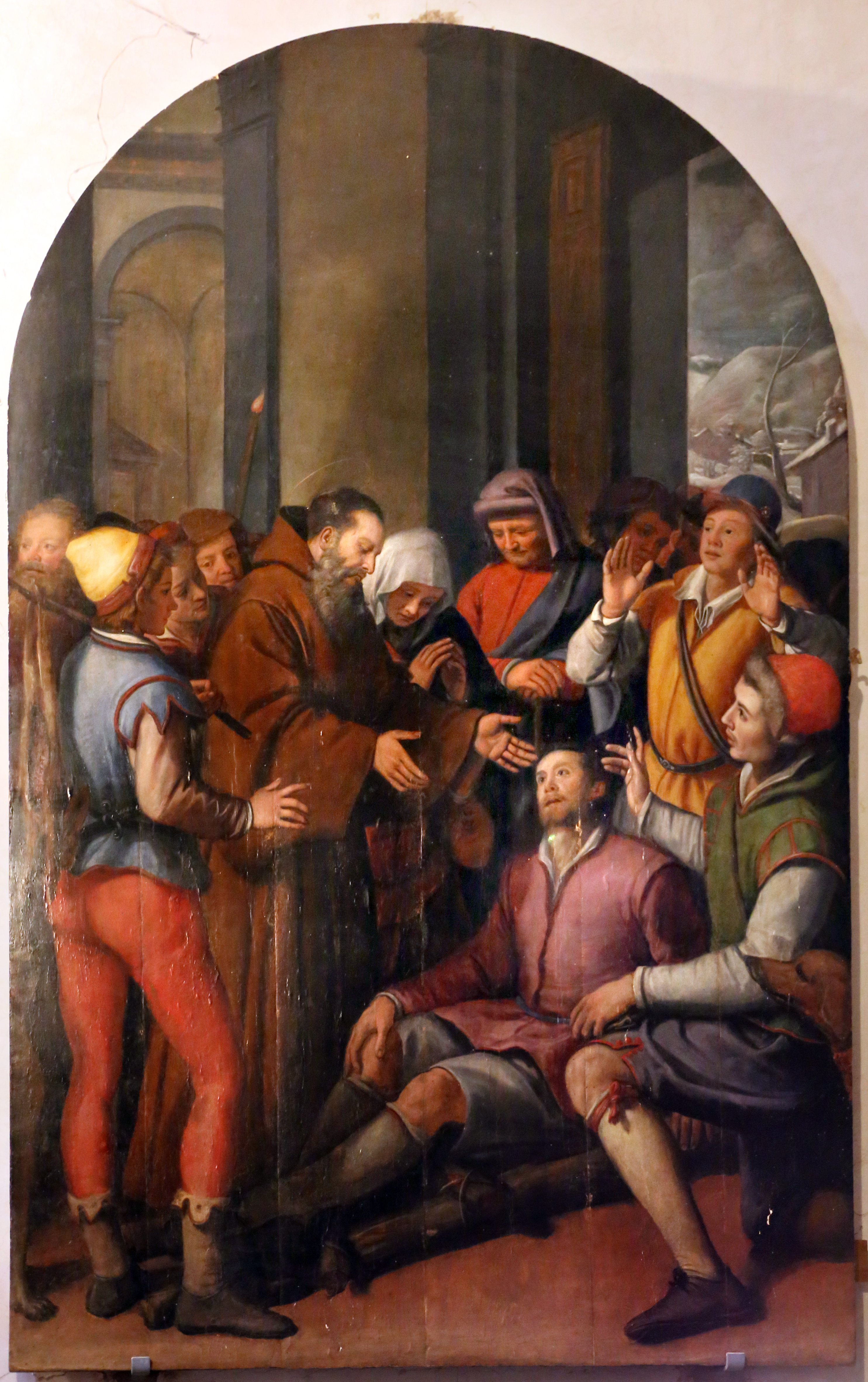
Santi di Tito, Miracolo di san Francesco di Paola, 1585-90 circa

#### Cappelle di sinistra
Nella prima cappella di sinistra si trova sulla parete destra un grande affresco con la Canonizzazione di Bernadetta Soubiroux del 1933-1934, su cui si vedono ancora oggi i gravi danni dell'alluvione. All'altare una scultura in legno policroma di Giovacchino Fortini che simula la terracotta invetriata, mentre sulla parete sinistra il Miracolo di san Francesco di Paola di Santi di Tito (1585 circa).
Nella cappella seguente una Madonna del Giglio attribuita a Raffaellino del Garbo, il Mausoleo di Giovanni Neri di Gioacchino Fortini (1716) e un crocifisso sagomato e dipinto attribuito a Lorenzo Monaco: con questa croce, unica opera sopravvissuta dell'antico oratorio, i Battuti Neri accompagnavano i condannati lungo via dei Malcontenti, che proprio da questa lugubre processione prende il nome, fino ai patiboli fuori della porta alla Giustizia.
L'ultima cappella a sinistra ha un altare decorato dall'Annunciazione del Maestro di Serumido (1522) e un bassorilievo con la Via Crucis dell'umanità, opera bronzea moderna di Leonardo Rosito (1984).